# OutKast/Diskografie
Diese Diskografie ist eine Übersicht über die musikalischen Werke des US-amerikanischen Hip-Hop-Duos OutKast. Den Schallplattenauszeichnungen zufolge hat es bisher mehr als 64,6 Millionen Tonträger verkauft, davon alleine in seiner Heimat über 52,7 Millionen. Seine erfolgreichste Veröffentlichung ist die Single Hey Ya! mit über 15,1 Millionen verkauften Einheiten.

## Alben

### Studioalben
| Jahr | Titel Musiklabel                               | Höchstplatzierung, Gesamtwochen, AuszeichnungChartplatzierungen (Jahr, Titel, Musiklabel, Platzierungen, Wochen, Auszeichnungen, Anmerkungen) | Höchstplatzierung, Gesamtwochen, AuszeichnungChartplatzierungen (Jahr, Titel, Musiklabel, Platzierungen, Wochen, Auszeichnungen, Anmerkungen) | Höchstplatzierung, Gesamtwochen, AuszeichnungChartplatzierungen (Jahr, Titel, Musiklabel, Platzierungen, Wochen, Auszeichnungen, Anmerkungen) | Höchstplatzierung, Gesamtwochen, AuszeichnungChartplatzierungen (Jahr, Titel, Musiklabel, Platzierungen, Wochen, Auszeichnungen, Anmerkungen) | Höchstplatzierung, Gesamtwochen, AuszeichnungChartplatzierungen (Jahr, Titel, Musiklabel, Platzierungen, Wochen, Auszeichnungen, Anmerkungen) | Anmerkungen                                                    |
| Jahr | Titel Musiklabel                               | DE | AT | CH | UK | US | Anmerkungen                                                    |
| ---- | ---------------------------------------------- | --- | --- | --- | --- | --- | -------------------------------------------------------------- |
| 1994 | Southernplayalisticadillacmuzik Arista Records | — | — | — | — | US20 Platin · (26 Wo.)US | Erstveröffentlichung: 26. April 1994 Verkäufe: + 1.000.000     |
| 1996 | ATLiens Arista Records                         | DE82 (3 Wo.)DE | — | — | — | US2 ×2Doppelplatin · (33 Wo.)US | Erstveröffentlichung: 27. August 1996 Verkäufe: + 2.000.000    |
| 1998 | Aquemini Arista Records                        | DE66 (10 Wo.)DE | — | — | UK— SilberUK | US2 ×3Dreifachplatin · (43 Wo.)US | Erstveröffentlichung: 29. September 1998 Verkäufe: + 3.110.000 |
| 2000 | Stankonia Arista Records                       | DE6 (16 Wo.)DE | AT16 (14 Wo.)AT | CH14 (13 Wo.)CH | UK10 Gold · (31 Wo.)UK | US2 ×5Fünffachplatin · (46 Wo.)US | Erstveröffentlichung: 23. Oktober 2000 Verkäufe: + 5.470.000   |
| 2003 | Speakerboxxx/The Love Below Arista Records     | DE21 Gold · (44 Wo.)DE | AT28 (20 Wo.)AT | CH11 Gold · (39 Wo.)CH | UK8 ×3Dreifachplatin · (63 Wo.)UK | US1 ×3Diamant + Dreifachplatin · (56 Wo.)US                                                                                                   | Erstveröffentlichung: 23. September 2003 Verkäufe: + 7.945.000 |
| 2006 | Idlewild LaFace Records                        | DE33 (4 Wo.)DE | AT56 (3 Wo.)AT | CH4 (6 Wo.)CH | UK16 (4 Wo.)UK | US2 Platin · (11 Wo.)US | Erstveröffentlichung: 22. August 2006 Verkäufe: + 1.050.000    |

### Livealben
- 2013: Live from Los Angeles

### Kompilationen
| Jahr | Titel Musiklabel                                 | Höchstplatzierung, Gesamtwochen, AuszeichnungChartplatzierungen (Jahr, Titel, Musiklabel, Platzierungen, Wochen, Auszeichnungen, Anmerkungen) | Höchstplatzierung, Gesamtwochen, AuszeichnungChartplatzierungen (Jahr, Titel, Musiklabel, Platzierungen, Wochen, Auszeichnungen, Anmerkungen) | Höchstplatzierung, Gesamtwochen, AuszeichnungChartplatzierungen (Jahr, Titel, Musiklabel, Platzierungen, Wochen, Auszeichnungen, Anmerkungen) | Höchstplatzierung, Gesamtwochen, AuszeichnungChartplatzierungen (Jahr, Titel, Musiklabel, Platzierungen, Wochen, Auszeichnungen, Anmerkungen) | Höchstplatzierung, Gesamtwochen, AuszeichnungChartplatzierungen (Jahr, Titel, Musiklabel, Platzierungen, Wochen, Auszeichnungen, Anmerkungen) | Anmerkungen                                                 |
| Jahr | Titel Musiklabel                                 | DE | AT | CH | UK | US | Anmerkungen                                                 |
| ---- | ------------------------------------------------ | --- | --- | --- | --- | --- | ----------------------------------------------------------- |
| 2001 | Big Boi and Dre Present … OutKast Arista Records | DE78 (5 Wo.)DE | — | — | UK— SilberUK | US18 Platin · (29 Wo.)US | Erstveröffentlichung: 4. Oktober 2001 Verkäufe: + 1.067.500 |

## Singles

### Als Leadmusiker
| Jahr | Titel Album                                           | Höchstplatzierung, Gesamtwochen, AuszeichnungChartplatzierungen (Jahr, Titel, Album, Platzierungen, Wochen, Auszeichnungen, Anmerkungen) | Höchstplatzierung, Gesamtwochen, AuszeichnungChartplatzierungen (Jahr, Titel, Album, Platzierungen, Wochen, Auszeichnungen, Anmerkungen) | Höchstplatzierung, Gesamtwochen, AuszeichnungChartplatzierungen (Jahr, Titel, Album, Platzierungen, Wochen, Auszeichnungen, Anmerkungen) | Höchstplatzierung, Gesamtwochen, AuszeichnungChartplatzierungen (Jahr, Titel, Album, Platzierungen, Wochen, Auszeichnungen, Anmerkungen) | Höchstplatzierung, Gesamtwochen, AuszeichnungChartplatzierungen (Jahr, Titel, Album, Platzierungen, Wochen, Auszeichnungen, Anmerkungen) | Anmerkungen                                                         |
| Jahr | Titel Album                                           | DE | AT | CH | UK | US | Anmerkungen                                                         |
| ---- | ----------------------------------------------------- | --- | --- | --- | --- | --- | ------------------------------------------------------------------- |
| 1993 | Player’s Ball Southernplayalisticadillacmuzik         | — | — | — | — | US37 Gold · (20 Wo.)US | Erstveröffentlichung: 19. November 1993                             |
| 1994 | Southernplayalisticadillacmuzik                       | — | — | — | — | US74 Gold · (10 Wo.)US | Erstveröffentlichung: 20. Juni 1994                                 |
| 1996 | Elevators (Me & You) ATLiens                          | — | — | — | — | US12 Platin · (20 Wo.)US | Erstveröffentlichung: 5. Juli 1996                                  |
| 1996 | ATLiens                                               | DE93 (1 Wo.)DE | — | — | — | US35 Platin · (17 Wo.)US | Erstveröffentlichung: November 1996                                 |
| 1997 | Jazzy Belle ATLiens                                   | — | — | — | — | US52 (14 Wo.)US | Erstveröffentlichung: 27. Januar 1997                               |
| 1999 | Rosa Parks Aquemini                                   | DE57 (9 Wo.)DE | — | — | — | US55 Platin · (17 Wo.)US | Erstveröffentlichung: 29. März 1999                                 |
| 2000 | B.O.B Stankonia                                       | — | — | — | UK61 (2 Wo.)UK | US— PlatinUS | Erstveröffentlichung: September 2000                                |
| 2001 | Ms. Jackson Stankonia                                 | DE1 ×3Dreifachgold · (17 Wo.)DE | AT3 (17 Wo.)AT | CH2 Gold · (23 Wo.)CH | UK2 ×3Dreifachplatin · (18 Wo.)UK | US1 ×8Achtfachplatin · (23 Wo.)US | Erstveröffentlichung: 15. Januar 2001                               |
| 2001 | So Fresh, So Clean Stankonia                          | DE42 (6 Wo.)DE | AT45 (5 Wo.)AT | CH41 (6 Wo.)CH | UK16 Silber · (10 Wo.)UK | US30 ×2Doppelplatin · (20 Wo.)US | Erstveröffentlichung: April 2001                                    |
| 2001 | The Whole World Big Boi and Dre Present … OutKast     | DE30 (9 Wo.)DE | AT52 (9 Wo.)AT | CH79 (3 Wo.)CH | UK19 (5 Wo.)UK | US19 Gold · (20 Wo.)US | Erstveröffentlichung: 27. November 2001 feat. Killer Mike           |
| 2002 | Land of a Million Drums Scooby-Doo (O.S.T)            | DE59 (6 Wo.)DE | — | — | UK46 (2 Wo.)UK | — | Erstveröffentlichung: 4. Juli 2002 feat. Killer Mike & Sleepy Brown |
| 2003 | Ghetto Musick / Prototype Speakerboxxx/The Love Below | DE85 (3 Wo.)DE | — | — | UK55 (1 Wo.)UK | US— GoldUS | Erstveröffentlichung: 15. Juli 2003                                 |
| 2003 | Hey Ya! Speakerboxxx/The Love Below                   | DE6 ×2Doppelplatin · (26 Wo.)DE | AT4 (31 Wo.)AT | CH9 (32 Wo.)CH | UK3 ×4Vierfachplatin · (25 Wo.)UK | US1 Diamant · (32 Wo.)US | Erstveröffentlichung: 20. Oktober 2003                              |
| 2003 | The Way You Move Speakerboxxx/The Love Below          | DE31 (8 Wo.)DE | AT49 (9 Wo.)AT | CH49 (8 Wo.)CH | UK7 Silber · (10 Wo.)UK | US1 ×3Dreifachplatin · (39 Wo.)US | Erstveröffentlichung: 24. November 2003 feat. Sleepy Brown          |
| 2004 | Roses Speakerboxxx/The Love Below                     | DE21 Gold · (12 Wo.)DE | AT18 (21 Wo.)AT | CH65 (12 Wo.)CH | UK4 Platin · (9 Wo.)UK | US9 ×3Dreifachplatin · (21 Wo.)US | Erstveröffentlichung: 25. Mai 2004                                  |
| 2006 | Mighty O Idlewild                                     | — | — | — | — | US77 (2 Wo.)US | Erstveröffentlichung: 27. Juni 2006                                 |
| 2006 | Morris Brown Idlewild                                 | DE98 (1 Wo.)DE | — | CH57 (4 Wo.)CH | UK43 (3 Wo.)UK | US95 (1 Wo.)US | Erstveröffentlichung: 14. August 2006 feat. Sleepy Brown & Scar     |
| 2006 | Idlewild Blue (Don’tchu Worry ’Bout Me) Idlewild      | — | — | — | — | US100 (1 Wo.)US | Erstveröffentlichung: 9. November 2006                              |

### Als Gastmusiker
| Jahr | Titel Album                                                   | Höchstplatzierung, Gesamtwochen, AuszeichnungChartplatzierungen (Jahr, Titel, Album, Platzierungen, Wochen, Auszeichnungen, Anmerkungen) | Höchstplatzierung, Gesamtwochen, AuszeichnungChartplatzierungen (Jahr, Titel, Album, Platzierungen, Wochen, Auszeichnungen, Anmerkungen) | Höchstplatzierung, Gesamtwochen, AuszeichnungChartplatzierungen (Jahr, Titel, Album, Platzierungen, Wochen, Auszeichnungen, Anmerkungen) | Höchstplatzierung, Gesamtwochen, AuszeichnungChartplatzierungen (Jahr, Titel, Album, Platzierungen, Wochen, Auszeichnungen, Anmerkungen) | Höchstplatzierung, Gesamtwochen, AuszeichnungChartplatzierungen (Jahr, Titel, Album, Platzierungen, Wochen, Auszeichnungen, Anmerkungen) | Anmerkungen                                                              |
| Jahr | Titel Album                                                   | DE | AT | CH | UK | US | Anmerkungen                                                              |
| ---- | ------------------------------------------------------------- | --- | --- | --- | --- | --- | ------------------------------------------------------------------------ |
| 1998 | Black Ice (Sky High) Still Standing                           | — | — | — | — | US50 (15 Wo.)US | Erstveröffentlichung: Juni 1998 Goodie Mob feat. OutKast                 |
| 1999 | Watch for the Hook East Point’s Greatest Hit                  | — | — | — | — | US73 (10 Wo.)US | Erstveröffentlichung: Januar 1999 Cool Breeze feat. OutKast & Goodie Mob |
| 2004 | I Can’t Wait Mr. Brown                                        | — | — | — | — | US40 (13 Wo.)US | Erstveröffentlichung: Januar 2004 Sleepy Brown feat. OutKast             |
| 2006 | International Players Anthem (I Choose You) Underground Kingz | — | — | — | — | US70 (9 Wo.)US | Erstveröffentlichung: Juni 2006 UGK feat. OutKast                        |

## Videoalben
- 2000: B.O.B. (Video-Single)
- 2001: Ms. Jackson (Video-Single)
- 2001: B.O.B. / Ms. Jackson (Video-Single, US: Gold)
- 2002: Ms. Jackson, Rosa Parks & More
- 2003: The Way You Move / Hey Ya! (Video-Single, US: Platin)
- 2003: OutKast: The Videos (US: Platin)
- 2004: Unauthorized Documentary

## Statistik

### Chartauswertung
|                     | DE    | AT    | CH    | UK    | US    |
| ------------------- | ----- | ----- | ----- | ----- | ----- |
| Nummer-eins-Alben   | DE—DE | AT—AT | CH—CH | UK—UK | US1US |
| Top-10-Alben        | DE1DE | AT—AT | CH1CH | UK2UK | US5US |
| Alben in den Charts | DE6DE | AT3AT | CH3CH | UK3UK | US7US |

|                       | DE     | AT    | CH    | UK     | US     |
| --------------------- | ------ | ----- | ----- | ------ | ------ |
| Nummer-eins-Singles   | DE1DE  | AT—AT | CH—CH | UK—UK  | US3US  |
| Top-10-Singles        | DE2DE  | AT2AT | CH2CH | UK4UK  | US4US  |
| Singles in den Charts | DE11DE | AT6AT | CH7CH | UK10UK | US19US |

### Auszeichnungen für Musikverkäufe
| Goldene Schallplatte - Australien - 2020: für das Album Stankonia - 2020: für die Single So Fresh, So Clean - Belgien - 2001: für die Single Ms. Jackson - Dänemark - 2014: für das Streaming Hey Ya! - 2019: für die Single Roses - Frankreich - 2001: für die Single Ms. Jackson - Italien - 2021: für die Single Ms. Jackson - Japan - 2004: für das Album Speakerboxxx/The Love Below - Kanada - 2003: für das Album Aquemini - 2003: für das Album Atliens - 2003: für das Album Speakerboxxx/The Love Below - 2006: für das Album Idlewild - 2007: für die Single Hey Ya! - Neuseeland - 2002: für das Album Big Boi and Dre Present … OutKast - Norwegen - 2004: für das Album Speakerboxxx/The Love Below - 2004: für das Album Stankonia - Schweden - 2004: für das Album Speakerboxxx/The Love Below - Spanien - 2024: für die Single Ms. Jackson - Ungarn - 2004: für das Album Speakerboxxx/The Love Below - Vereinigte Staaten - 2024: für das Lied SpottieOttieDopaliscious - 2024: für das Lied Da Art of Storytellin’ (Pt. 1) Platin-Schallplatte - Australien - 2020: für die Single The Way You Move - Dänemark - 2020: für die Single Hey Ya! - 2021: für die Single Ms. Jackson - Europa - 2004: für das Album Speakerboxxx/The Love Below - Italien - 2018: für die Single Hey Ya! - Neuseeland - 2024: für das Album Stankonia - Norwegen - 2001: für die Single Ms. Jackson - 2004: für die Single Hey Ya! - Schweden - 2001: für die Single Ms. Jackson - 2004: für die Single Hey Ya! - Spanien - 2024: für die Single Hey Ya! | 2× Platin-Schallplatte - Australien - 2020: für das Album Speakerboxxx/The Love Below - 2020: für die Single Roses - Dänemark - 2024: für das Album Speakerboxxx/The Love Below - Neuseeland - 2024: für die Single Roses - 2025: für die Single So Fresh, So Clean 3× Platin-Schallplatte - Kanada - 2025: für das Album Stankonia - Neuseeland - 2024: für das Album Speakerboxxx/The Love Below 5× Platin-Schallplatte - Australien - 2020: für die Single Ms. Jackson 6× Platin-Schallplatte - Neuseeland - 2024: für die Single Hey Ya! - 2025: für die Single Ms. Jackson 11× Platin-Schallplatte - Australien - 2023: für die Single Hey Ya! |

Anmerkung: Auszeichnungen in Ländern aus den Charttabellen bzw. Chartboxen sind in ebendiesen zu finden.
| Land/RegionAuszeichnungen für Musikverkäufe (Land/Region, Auszeichnungen, Verkäufe, Quellen) | Silber     | Gold       | Platin         | Diamant     | Verkäufe   | Quellen                                                     |
| -------------------------------------------------------------------------------------------- | ---------- | ---------- | -------------- | ----------- | ---------- | ----------------------------------------------------------- |
| Australien (ARIA)                                                                            | —          | 2× Gold2   | 21× Platin21   | —           | 1.540.000  | aria.com.au                                                 |
| Belgien (BRMA)                                                                               | —          | Gold1      | —              | —           | 25.000     | ultratop.be                                                 |
| Dänemark (IFPI)                                                                              | —          | 2× Gold2   | 4× Platin4     | —           | 265.000    | ifpi.dk                                                     |
| Deutschland (BVMI)                                                                           | —          | 3× Gold3   | 3× Platin3     | —           | 1.750.000  | musikindustrie.de                                           |
| Europa (IFPI)                                                                                | —          | —          | Platin1        | —           | 1.000.000  | ifpi.org (Memento vom 15. Oktober 2013 im Internet Archive) |
| Frankreich (SNEP)                                                                            | —          | Gold1      | —              | —           | 250.000    | snepmusique.com                                             |
| Italien (FIMI)                                                                               | —          | Gold1      | Platin1        | —           | 85.000     | fimi.it                                                     |
| Japan (RIAJ)                                                                                 | —          | Gold1      | —              | —           | 100.000    | riaj.or.jp                                                  |
| Kanada (MC)                                                                                  | —          | 5× Gold5   | 3× Platin3     | —           | 540.000    | musiccanada.com                                             |
| Neuseeland (RMNZ)                                                                            | —          | Gold1      | 20× Platin20   | —           | 547.500    | radioscope.co.nz NZ2                                        |
| Norwegen (IFPI)                                                                              | —          | 2× Gold2   | 2× Platin2     | —           | 60.000     | ifpi.no (Memento vom 5. November 2012 im Internet Archive)  |
| Schweden (IFPI)                                                                              | —          | Gold1      | 2× Platin2     | —           | 80.000     | sverigetopplistan.se                                        |
| Schweiz (IFPI)                                                                               | —          | 2× Gold2   | —              | —           | 45.000     | hitparade.ch                                                |
| Spanien (Promusicae)                                                                         | —          | Gold1      | Platin1        | —           | 90.000     | elportaldemusica.es                                         |
| Ungarn (MAHASZ)                                                                              | —          | Gold1      | —              | —           | 15.000     | slagerlistak.hu                                             |
| Vereinigte Staaten (RIAA)                                                                    | —          | 7× Gold7   | 38× Platin38   | 2× Diamant2 | 52.750.000 | riaa.com                                                    |
| Vereinigtes Königreich (BPI)                                                                 | 4× Silber4 | Gold1      | 11× Platin11   | —           | 6.320.000  | bpi.co.uk                                                   |
| Insgesamt                                                                                    | 4× Silber4 | 32× Gold32 | 107× Platin107 | 2× Diamant2 |            |                                                             |